# Milichiella sumptuosa
Milichiella sumptuosa är en tvåvingeart som beskrevs av Johannes Cornelis Hendrik de Meijere 1911. Milichiella sumptuosa ingår i släktet Milichiella och familjen sprickflugor.

## Utbredning
Artens kända utbredningsområde är Java.